# Yellow Book of Lecan
Das Yellow Book of Lecan (irisch Leabhar Buidhe Lecain) ist ein mittelalterliches irisches Manuskript, das spätestens im frühen 15. Jahrhundert entstanden ist. Der Name leitet sich von Lecan Castle ab, wo das Buch entstand, heute nur mehr eine Ruine im Westen des County Sligo. Es wird im Trinity College, Dublin aufbewahrt und darf nicht mit dem Leabhar Mór Leacain („Das große Buch von Lecan“) verwechselt werden.

## Inhalt
Das Manuskript enthält 344 Textspalten, von denen die ersten 289 bis zum Jahr 1391 und die restlichen bis 1401 geschrieben wurden. Die Sprache ist Mittelirisch.
Das Buch beinhaltet beinahe den gesamten Ulster-Zyklus, zusammen mit einer stückweisen Version des Táin Bó Cúailnge, das eine Sammlung von zwei oder mehr früheren Versionen ist. Daneben beinhaltet das Buch zwei Erzählungen aus einer Trilogie, nämlich Fled Dúin na nGéd („Das Fest von Dún na nGéd“) und Cath Maige Rátha („Die Schlacht von Mag Ráth“) – der dritte Teil, Buile Suibne („Suibnes Wahnsinn“), wurde erst später aufgezeichnet – weiters Immram Curaig Maíle Dúin („Die Fahrt des Bootes von Máel Dúin“), einige Sagen aus dem Historischen oder Königs-Zyklus und eine Erzählung über das Leben des heiligen Patrick, erzählt von Fintan.

## Geschichte
Edward Lhuyd hat das Buch aus zwei Quellen erhalten: Von  Ruaidhrí Ó Flaithbheartaigh im März 1700 in Park, An Spidéal; oder von Dáthí Óg Ó Dubhda aus Bunnyconnellan, County Sligo, im gleichen Jahr. Ó Flaithbheartaigh und Ó Dubhda erhielten es wohl von Dubhaltach Mac Fhirbhisigh, dessen Familie das Buch geschrieben und aufbewahrt hat. Lhuyd kombinierte siebzehn Manuskripte zu einem einzigen Werk und gab ihm den Titel: The Yellow Book of Lecan.
Einige der Manuskripte wurden zwischen 1398 und 1417 von Nollaig Ó Muraíle geschrieben.